# CC De Werf
CC De Werf is het belangrijkste/grootste cultuurhuis van de stad Aalst. Voor haar opening was dit Netwerk Aalst.
Het is centraal gelegen tussen de Molenstraat en de Onderwijsstraat, op 5 minuten wandelafstand van de Grote Markt en op 10 minuten van het station. Het gebouw bevat een foyer/exporuimte (welke officieel uit 3 delen bestaat) en 10 publieke evenementenzalen. Op de hoogste verdieping bevinden zich de burelen van de directie en online ticketingdienst. Het gebouw domineert eveneens de skyline van de Aalsterse oude binnenstad. De bibliotheek is in de lente van 2018 naar een externe locatie verhuisd, met name Utopia Aalst.

## Galerij

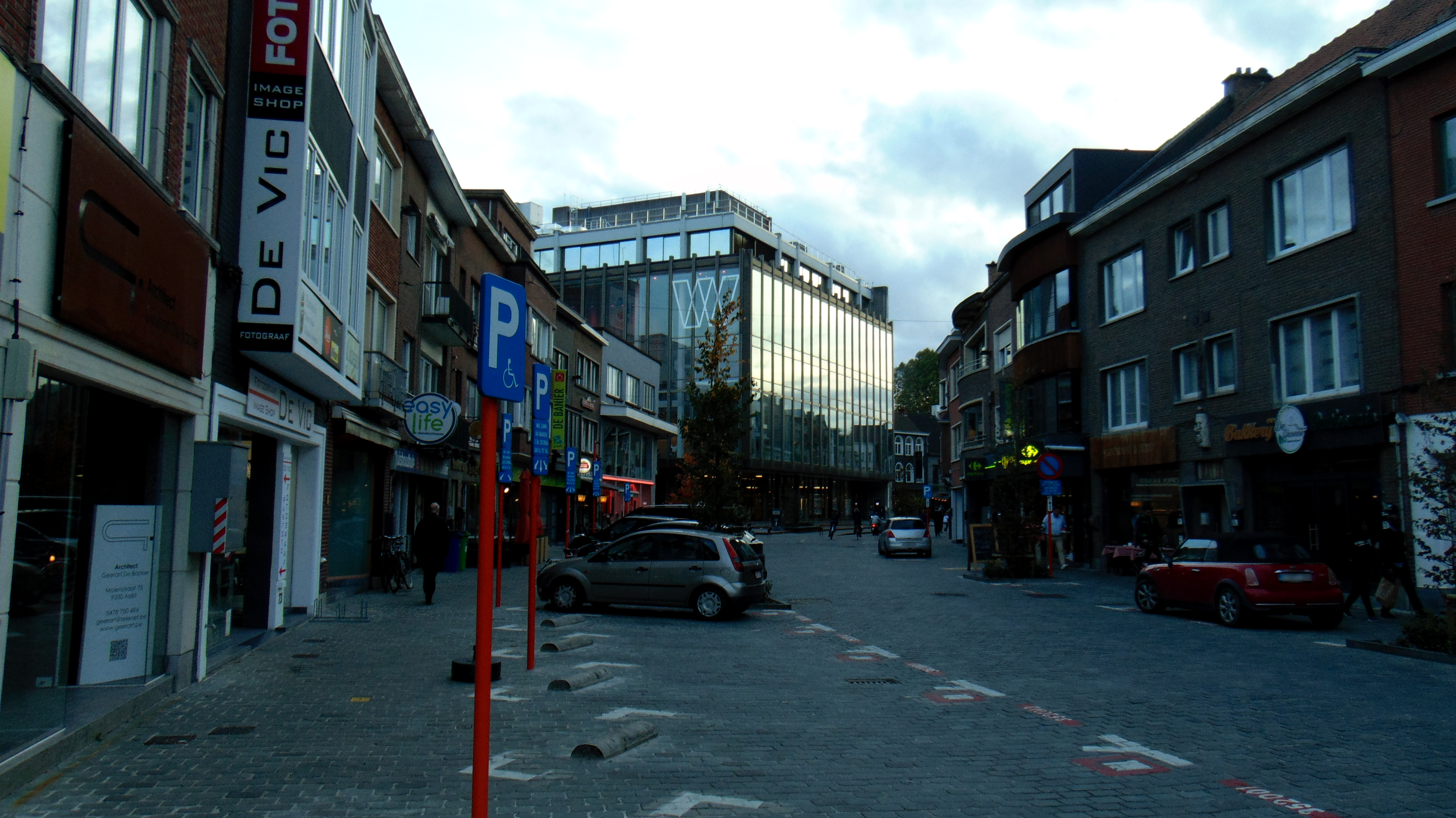
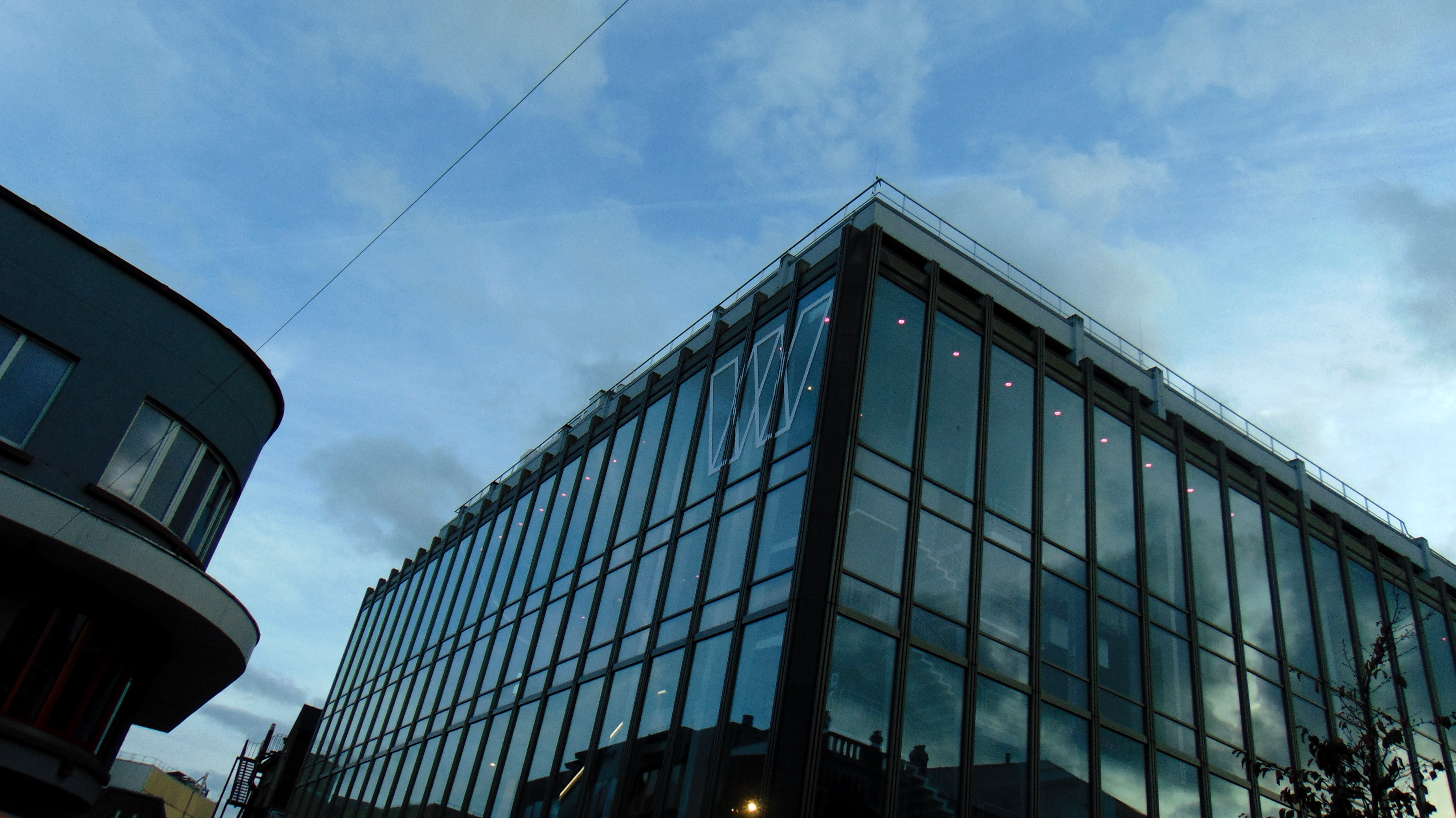
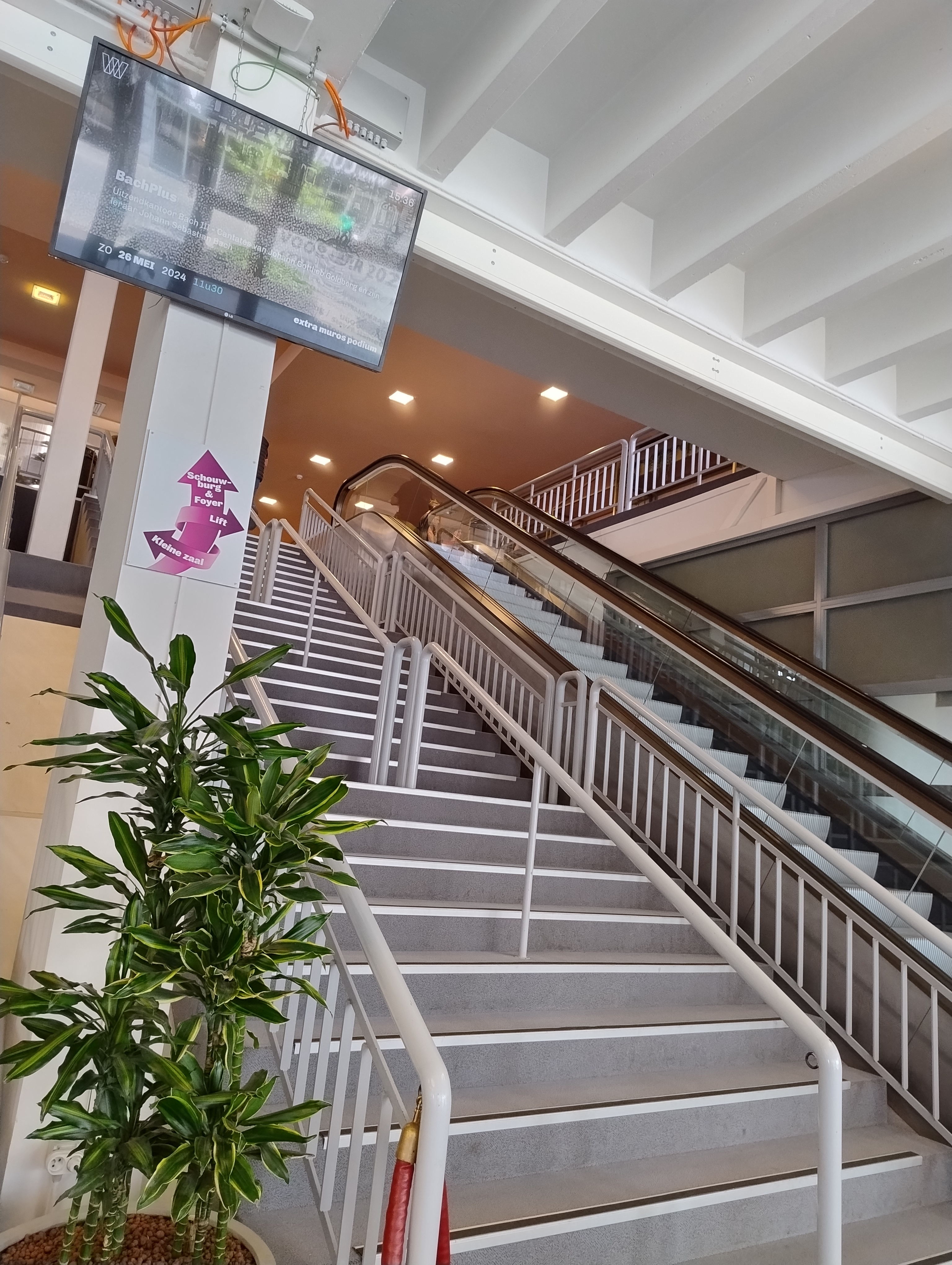

## Naam
Er zijn tegenwoordig verschillende verhalen over hoe De Werf aan zijn naam kwam. Een daarvan is dat het gewoon is vernoemd naar het nabijgelegen Werfplein. Een ander verhaal zegt dat de naam komt van het feit dat er door een reeks omstandigheden een hele generatie opgroeide tijdens de constructie van het gebouw. Zij zagen dus tijdens hun hele jeugd een enorme werf in het stadscentrum en gingen de site dus De Werf noemen. De stad zou deze naam uiteindelijk hebben aangenomen als officiële benaming voor de constructie. De waarheid is echter dat het vernoemd is naar de herinnering van de oude buurt die Werf heette. Deze buurt grensde aan het Werfplein, Het Eiland Chipka, de Grote Markt, de Pontstraat en de Oude Vismarkt.

## Inkomhal en foyer
De foyer, vanwaar alle evenementenzalen toegankelijk zijn voor het publiek, wordt ook gebruikt als exporuimte en bar. De expo's die plaatsvinden in de foyer van De Werf zijn meestal gratis. De bar gaat doorgaans alleen open voor en na een voorstelling.
Bij het binnenkomen via de hoofdingang vindt men in de inkomhal de receptie met 2 loketten, waar men info kan ophalen en tickets kopen voor voorstellingen. Wie links daarvan de trap/roltrap naar boven neemt, komt terecht in de foyer.

## Evenementenzalen
Er zijn in De Werf 10 zalen beschikbaar voor evenementen:
1. Een grote schouwburg
2. Een kleine zaal
3. Een studio
4. 5 polyvalente lokalen
5. een hobbylokaal
6. een Balletzaal

### Schouwburg en Kleine zaal
Wie in De Werf naar een voorstelling gaat kijken, komt meestal terecht in de grote schouwburg, welke plaats kan bieden aan 607 personen. In het publieke gedeelte bestaat deze uit een hoofdtribune, een balkontribune en de officieuze zaalregie, welke, wanneer in gebruik, een 10 tot 20-tal plaatsen moet opofferen. Backstage beschikt men over de modernste technieken, een gecomputeriseerde trekkenwand en een technisch magazijn van twee verdiepingen met een hypermoderne backstage regiekamer getuigen hiervan.
De kleine zaal kan tot 200 mensen plaats bieden en wordt vaak gebruikt voor schooltheaters en debatten, maar ook voor kleinere voorstellingen, Ook deze is net als haar grotere zus uitgerust met de modernste technieken.
De schouwburg en de kleine zaal hebben tot zeven vaste technici in dienst.